# Drogas blandas y duras

Una categorización de las drogas duras (rojo), suaves (amarillo) y en el límite (naranja), por Nutt et al.

Drogas blandas —o suaves— y duras son términos utilizados para diferenciar la drogas psicoactivas que son adictivas y se perciben como especialmente dañinas y las drogas que se consideran no adictivas —o mínimamente adictivas— y cuyo uso se asocia a pocos peligros. El término «droga suave» es considerado controvertido por sus detractores, dado que implicaría que las drogas son buenas .
La distinción entre las drogas suaves y duras es importante en la política sobre drogas en los Países Bajos, donde la producción, la venta y el consumo de cannabis están bajo tolerancia oficial, con algunas condiciones. La ley del opio neerlandesa tiene dos listas de narcóticos, la Lista I y la Lista II, considerados como las drogas duras y suaves, respectivamente. Otros países tienen más de dos categorías. Por ejemplo, Estados Unidos posee cinco «programas» en su Ley de Sustancias Controladas, que van de uno a cinco. En el Reino Unido existen tres categorías en su respectiva ley: A, B y C.